# Casablanca Challenger 1989
Il Casablanca Challenger 1989 è stato un torneo di tennis facente parte della categoria ATP Challenger Series nell'ambito dell'ATP Challenger Series 1989. Il torneo si è giocato a Casablanca in Marocco dal 6 al 12 marzo 1989 su campi in terra rossa.

## Vincitori

### Singolare
Andres Võsand ha battuto in finale  Mark Koevermans con il punteggio di 3–6, 7–6, 6–0

### Doppio
Josef Čihák /  Mark Koevermans hanno battuto in finale  Marcelo Ingaramo /  Christian Miniussi con il punteggio di 6–4, 6–4